# Arthur McKinlay
Arthur Frank McKinlay (* 20. Januar 1932 in Detroit; † 10. August 2009 in Royal Oak) war ein Ruderer aus den Vereinigten Staaten, der 1956 eine olympische Silbermedaille im Vierer ohne Steuermann gewann.

## Leben
Der 1,86 m große Arthur McKinlay war während des Koreakrieges im US Marine Corps. Danach besuchte er zwei Jahre lang die Boston University und graduierte später am Detroit Institute of Technology. Er ruderte für den Detroit Boat Club. Zusammen mit seinem Zwillingsbruder John gewann er fünf Meistertitel der Vereinigten Staaten.
Bei den Olympischen Spielen 1956 bildeten John Welchli, John McKinlay, Arthur McKinlay und James McIntosh den Vierer der Vereinigten Staaten. Die Crew gewann sowohl ihren Vorlauf als auch ihr Halbfinale mit über zehn Sekunden Vorsprung. Im Finale siegte der kanadische Vierer mit 9,6 Sekunden Vorsprung vor der US-Crew, 2,5 Sekunden dahinter gewannen die Franzosen die Bronzemedaille vor den Italienern. Die McKinlays waren nach den Seglern Edgar White und Sumner White das zweite Zwillingspaar, das gemeinsam eine olympische Medaille für die Vereinigten Staaten gewann.
Arthur McKinlay arbeitete bis 1997 in der Buchhaltung der National Reproductions Corp. in Detroit.